# Чемпионат мира по горнолыжному спорту 1982
27-й чемпионат мира по горнолыжному спорту прошёл с 31 января по 7 февраля 1982 года в Шладминге (Австрия).

## Общий медальный зачёт
| Место | Страна      | Золото | Серебро | Бронза | Всего |
| ----- | ----------- | ------ | ------- | ------ | ----- |
| 1     | Швейцария   | 3      | 2       | 0      | 5     |
| 2     | США         | 1      | 2       | 2      | 5     |
| 3     | Швеция      | 1      | 1       | 1      | 3     |
| 4     | Франция     | 1      | 1       | 0      | 2     |
| 5     | Австрия     | 1      | 0       | 2      | 3     |
| 6     | Канада      | 0      | 1       | 1      | 2     |
| 7     | Югославия   | 1      | 0       | 1      | 2     |
| 8     | Италия      | 0      | 0       | 1      | 1     |
| 8     | Лихтенштейн | 0      | 0       | 1      | 1     |

## Медалисты

### Мужчины
| Дисциплина        | Золото                  | Серебро                    | Бронза                  |
| ----------------- | ----------------------- | -------------------------- | ----------------------- |
| Скоростной спуск  | Харти Вайратер Австрия  | Конрадин Катомен Швейцария | Эрвин Реш Австрия       |
| Гигантский слалом | Стив Маре США           | Ингемар Стенмарк Швеция    | Борис Стрел Югославия   |
| Слалом            | Ингемар Стенмарк Швеция | Боян Крижай Югославия      | Бенгт Фьелльберг Швеция |
| Комбинация        | Мишель Вьон Франция     | Петер Люшер Швейцария      | Антон Штайнер Австрия   |

### Женщины
| Дисциплина        | Золото          | Серебро        | Бронза         |
| ----------------- | --------------- | -------------- | -------------- |
| Скоростной спуск  | Джерри Соренсен | Синтия Нельсон | Лори Грэм      |
| Гигантский слалом | Эрика Хесс      | Кристин Купер  | Урсула Концетт |
| Слалом            | Эрика Хесс      | Кристин Купер  | Даниэла Дзини  |
| Комбинация        | Эрика Хесс      | Перрин Пелан   | Кристин Купер  |